# آيت توزومت (آيت وادريم)
آيت توزومت هي إحدى مشيخات المملكة المغربية، تتبع جغرافيا لإقليم شتوكة آيت باها وإداريًا لآيت وادريم. يقدر عدد سكانها بـ 1648 نسمة حسب الإحصاء الرسمي للسكان والسكنى لسنة 2004.